# Madonna w komnacie
Madonna w komnacie znana także jako Madonna z Dzieciątkiem i aniołami – gotycki obraz wykonany około 1450 roku przypuszczalnie przez artystów działających w warsztacie Mistrza Ołtarza Świętej Barbary, wedle ostatnich badań kojarzony z kręgiem Wilhelma Kalteysena z Akwizgranu. Obraz należy do cennych dzieł malarstwa tablicowego na Śląsku, charakteryzującego się wpływami późnogotyckich dzieł prymitywistów niderlandzkich. Pierwotne pochodzenie obrazu nie jest znane. Po raz pierwszy był wzmiankowany w XIX w. w legnickiej kolekcji Alexandra von Minutoli. W 1876 roku został sprzedany do Museum Schlesicher Altertümer we Wrocławiu. Od 1948 roku jest własnością wrocławskiego Muzeum Narodowego.

## Wygląd
Obraz przedstawia Marię z Dzieciątkiem i aniołami na tle komnaty. Ukoronowana Maria obejmuje na wpół leżącego małego Jezusa, asystują im aniołowie odziani w białe szaty liturgiczne, którzy podtrzymują jej ciemnogranatowy płaszcz z czerwonawym podbiciem. Dzieciątko ubrane jest w czerwony płaszczyk ozdobiony złocistymi ornamentami. Każda z postaci charakteryzuje się delikatnymi, niemal identycznymi rysami twarzy o bladej cerze, rudawym kolorem włosów ułożonych w loki. Za plecami widoczna jest kotara tworząca parawan oddzielający pierwszoplanowe postaci od mieszczańskiego wnętrza nakrytego drewnianym stropem, o gładkich ścianach koloru szaro-błękitnego. Po prawej ścianie w gotyckiej niszy lavabo, powyżej pod podniebieniem arkady, kielich z dzbankami na oleje święte. Powyżej na półkach zamknięte księgi, lichtarze i naczynia do picia. Po lewej zamknięte okno, zza którego wyłania się rozległy krajobraz z pagórkami, rzeką i statkami.

## Analiza
Od strony formalnej obraz charakteryzuje się kolorystyką oscylującą wokół rudawo-czerwonych i błękitnych tonacji oraz przestrzennością uzyskaną poprzez skróty perspektywiczne (część z nich została rozwiązana w sposób błędny) i dwuplanową kompozycję.
Obraz Madonny w komnacie jest przykładem odzwierciedlenia na grunt śląski treści, motywów i form niderlandzkich. Infiltracje malarstwa niderlandzkiego na malarstwo śląskie miały różny odcień; w większości zachowanych dzieł dostrzegalny jest także wpływ pośredni przez dzieła m.in. w Nadrenii i Frankonii, gdzie zaadaptowano realizm charakterystyczny dla prymitywistów flamandzkich. Wrocławskie dzieło należy do dzieł zainspirowanych bezpośrednio sztuką niderlandzką, zarówno pod względem ikonograficznym, typologicznym i funkcjonalnym. Artysta prawdopodobnie zaznajomił się z twórczością m.in. Jana van Eycka i Roberta Campina. Dobór wyposażenia komnaty nie jest przypadkowy, jego treść i symbolika oscyluje wokół eucharystycznych, inkarnacyjnych i immakulistycznych idei. Jednakże twórca Madonny w komnacie nie ograniczył się do jednego źródła inspiracji, styl i kompozycja dzieła nawiązują do malarstwa i grafiki Nadrenii; rycin Mistrza E.S. oraz malarstwa kolońskiego.
Autorstwo obrazu jest przedmiotem trwającej do dziś dyskusji naukowej. Wszakże większość badaczy kojarzy autora obrazu z malowidłami wrocławskiego Ołtarza Świętej Barbary, spór dotyczył stopnia relacji obu dzieł i ich autorów. Stan ten uległ komplikacji po wyodrębnieniu dwóch autorów poliptyku. Wytworzył się podział opinii, gdzie część badaczy kojarzy autora Madonny w komnacie z nieistniejącymi dziś malowidłami ze scenami Pasji i Triumfu Chrystusa, inni zaś łączą twórcę obrazu wrocławskiego z warsztatem Mistrza Wilhelma Kalteysena z Akwizgranu, który jest w najnowszych badaniach uznany za autora cyklu hagiograficznego poliptyku (Żywot św. Barbary). Mimo nieznanego pierwotnego pochodzenia Madonny w komnacie przeważa presumpcja o przeznaczeniu dzieła do prywatnej kontemplacji. Wysublimowany program ikonograficzny świadczy o wysokiej inteligencji zleceniodawcy, lub środowiska, dla którego wykonano to dzieło.